# NGC 1520
NGC 1520 is een groep sterren in het sterrenbeeld Tafelberg. Het hemelobject werd op 8 november 1836 ontdekt door de Britse astronoom John Herschel. Door de schaarste aan sterren kan deze groep gerangschikt worden in de lijst van telescopische asterismen.

## Synoniemen
- ESO 32-SC5